# Prix mondial de l'enseignement
Le Global Teacher Prize est une récompense annuelle d'un million de dollars décernée par la Fondation Varkey (en) à un enseignant qui a apporté une ou plusieurs contributions notables à la profession d'enseignant,. Les candidatures sont ouvertes à tout le monde. Le choix des finalistes et du gagnant est effectué par la Global Teacher Prize Academy, qui est constituée de directeurs d'école, d'experts en éducation, de commentateurs, de journalistes, de fonctionnaires, d'entrepreneurs technologiques, de chefs d'entreprise et de scientifiques du monde entier,.
Le prix mondial des enseignants a été lancé en mars 2014 et a reçu dès la première année plus de 5 000 candidatures provenant de 127 pays,,.

## Lauréats
La liste des lauréats est publiée sur le site du Global Teacher Prize.
| Année | Photo | Nom                           | Pays             | Spécialité |
| ----- | ----- | ----------------------------- | ---------------- | --- |
| 2015  |       | Nancie Atwell (en)            | États-Unis       | Enseignante d'anglais et formatrice d'enseignants. Méthode basée sur le développement de l'appétence pour la lecture et l'écriture                                       |
| 2016  |       | Hanan Al Hroub                | Palestine        | Enseignante du premier degré. Méthode basée sur l'apprentissage par le jeu et la création d'un espace permettant de se sentir en sécurité[8]                             |
| 2017  |       | Maggie MacDonnell (en)        | Canada           | Enseignante auprès de jeunes inuits, avec un programme spécifique pour augmenter la scolarisation des filles[9]                                                          |
| 2018  |       | Andria Zafirakou (en)         | Royaume-Uni      | Enseignante d'arts et textiles. Méthode basée sur le lien de communication et le bien-être[10],[11],[12],[13]                                                            |
| 2019  |       | Peter Tabichi                 | Kenya            | Enseignant de science. Méthode basée sur la pédagogie de projet[14] |
| 2020  |       | Ranjitsinh Disale (en)        | Inde             | Formateur d'enseignants. Méthode basée sur l'utilisation de QR codes dans les manuels pour améliorer l'accès aux informations et l'assiduité scolaire[15]                |
| 2021  |       | Keishia Thorpe (en)           | États-Unis       | Enseignante d'anglais. Méthode basée sur l'engagement scolaire via l'athlétisme[16],[17],[18]                                                                            |
| 2023  |       | Riffat Arif (Sister Zeph (en) | Pakistan         | Enseignante autodidacte ayant fondé sa propre école gratuite pour les plus démunis, fournissant notamment des cours de self-défense aux filles et des aides financières. |
| 2024  |       | Fuseini Fuseina               | Drapeau du Ghana | |
| 2025  |       | Mansour Al Mansour            |                  | |